# Дзімеж
Дзімеж (пол. Dzimierz, нім. Dreilinden) — село в Польщі, у гміні Лиски Рибницького повіту Сілезького воєводства.
Населення — 482 особи (2011).
У 1975-1998 роках село належало до Катовицького воєводства.

## Демографія
Демографічна структура станом на 31 березня 2011 року:
|          | Загалом | Допрацездатний вік | Працездатний вік | Постпрацездатний вік |
| -------- | ------- | ------------------ | ---------------- | -------------------- |
| Чоловіки | 234     | 35                 | 176              | 23                   |
| Жінки    | 248     | 43                 | 154              | 51                   |
| Разом    | 482     | 78                 | 330              | 74                   |